# Quốc lộ 24
Quốc lộ 24A là tuyến giao thông đường bộ quốc gia nối Bắc Tây Nguyên với Biển Đông, nằm hoàn toàn trong tỉnh Quảng Ngãi.

## Lộ trình
Tuyến này dài 170 km bắt đầu từ đoạn giao với Quốc lộ 1 tại ngã tư Thạch Trụ, xã Lân Phong, tỉnh Quảng Ngãi, chạy qua xã Nguyễn Nghiêm , qua xã Ba Động, Xã Ba Tơ, xã Ba Dinh, xã Ba Tô, xã Ba Vì, xã Kon Plông, xã Măng Đen, xã Đăk Rve, xã Kon Braih, xã Đăk Rơ Wa đến Phường Kon Tum, kết thúc tại phường Kon Tum.